# Thelotrema antoninii
Thelotrema antoninii är en lavart som beskrevs av Purvis & P. James. Thelotrema antoninii ingår i släktet Thelotrema och familjen Graphidaceae.   Inga underarter finns listade i Catalogue of Life.